# Gare d'Ans
Ne doit pas être confondu avec Gare d'Ans-Est.
La gare d’Ans est une gare ferroviaire belge de la ligne 36 de Liège à Bruxelles et de l'embranchement de la LGV 2, située sur le territoire de la commune d'Ans dans la province de Liège en région wallonne. 
C'est une gare voyageurs de la Société nationale des chemins de fer belges (SNCB), desservie par des trains InterCity (IC), Suburbains (S) et Heure de pointe (P).

## Situation ferroviaire
Établie à 178 mètres d'altitude, la gare de bifurcation d'Ans est située au point kilométrique (PK) 92,904 de la ligne 36, de Bruxelles-Nord à Liège-Guillemins, entre les gares ouvertes de Bierset-Awans et de Liège-Guillemins. Elle est également l'aboutissement de la ligne 2, ligne à grande vitesse de Louvain à Ans, après la gare de Louvain.
Ans était aussi l'origine de la ligne 32, d'Ans à Flémalle-Haute (fermée) et l'aboutissement de la ligne 31, de Liers à Ans (fermée).

## Histoire
La station d'Ans est mise en service le 2 avril 1838 par les Chemins de fer de l'État belge, lorsqu'ils ouvrent à l'exploitation la section de Tirlemont à Ans.
Le 1er décembre 1839, l'administration des chemins de fer met en place l'obligation d'effectuer le chargement et le déchargement des wagons de marchandises par ses employés, sous la surveillance d'un agent de l'expéditeur. Le tarif est de 75 centimes le « tonneau » (unité de mesure égale à 1 000 kg) pour le chargement et 25 centimes pour le déchargement. Il est néanmoins prévu une exception lorsque ces manutentions peuvent être faites uniquement par le voiturier sans l'apport d'une aide autre.
Elle devient une gare de bifurcation le 25 juin 1864 lorsque la Compagnie du chemin de fer Liégeois-Limbourgeois livre à l'exploitation la ligne de Liers à Ans, future ligne 31, où est implantée une gare concurrente à Ans-Est, point d'origine (de 1868 à 1930) de la ligne 32, d'Ans à Flémalle jusqu'à la constitution d'un raccord direct à la sortie de la gare d'Ans. Les derniers vestiges de ces deux lignes partant d'Ans sont démontés dans les années 1990. Il existait aussi un chemin de fer industriel reliant la gare de triage d'Ans à la mine de charbon Bonne Fortune.
En 1877, le bâtiment provisoire d'origine, devenu insuffisant, doit être remplacé.
Le bâtiment provisoire à armature en bois, en remplacement de celui d'origine était fort similaire à celui construit à la même époque pour la gare de Liège-Palais. Il semblerait que ce bâtiment ait auparavant servi de gare provisoire à Louvain jusqu'en 1879 avant d'être remonté à Ans avec un auvent.
Contrairement à Liège-Palais dont le bâtiment disparaît pour l'Exposition universelle de 1905, Ans conserve son bâtiment "temporaire" jusqu'en 1967, année où est construit un bâtiment moderne en béton avec revêtement de carreaux de céramique gris.
En 2023, une nouvelle passerelle dotée d'ascenseurs est mise en service en complément du passage souterrain donnant accès aux quais.

## Service des voyageurs

### Accueil

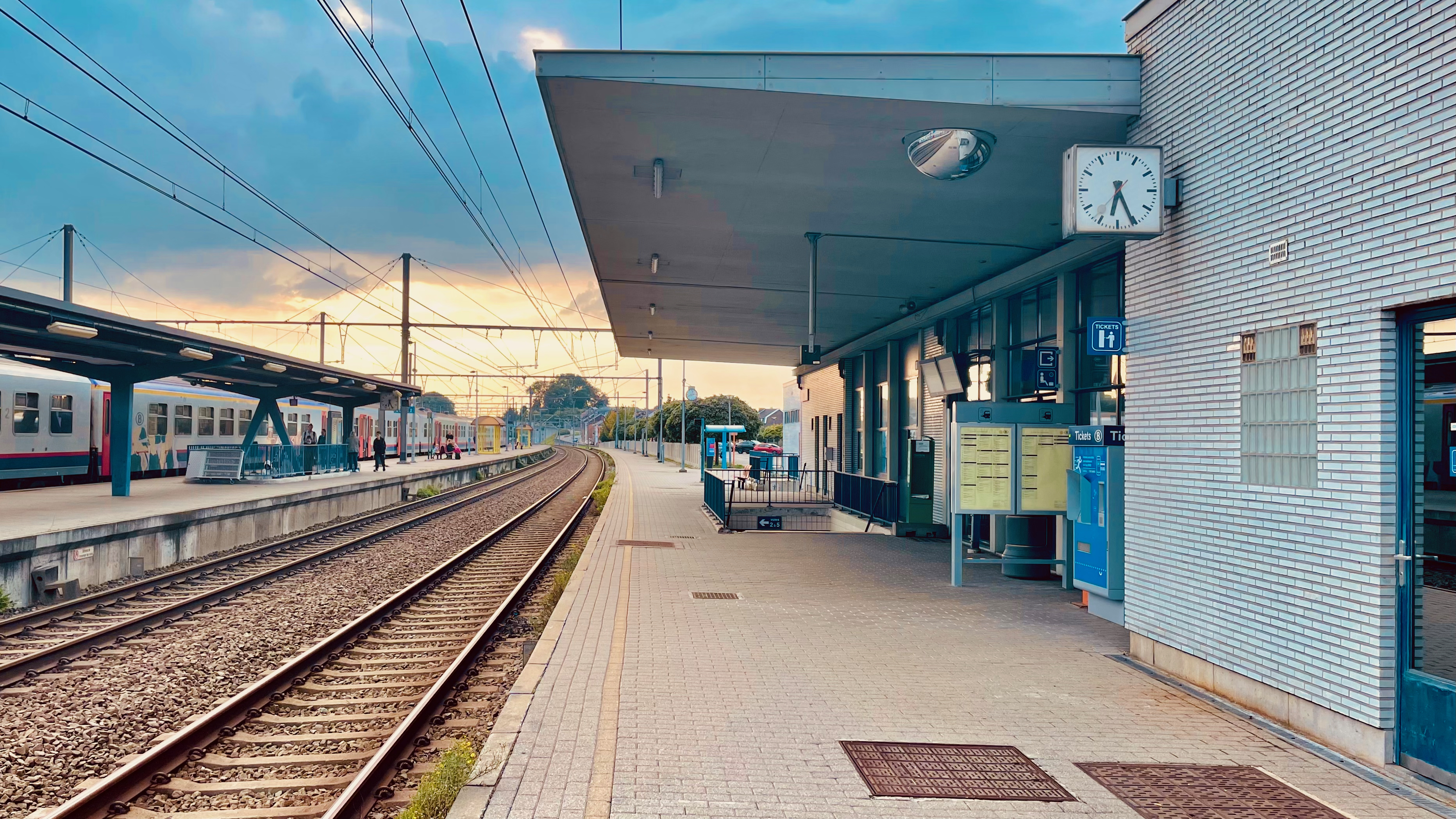
Quais de la gare (2021).

Gare SNCB, elle dispose d'un bâtiment voyageurs, avec guichets et salle d'attente, ouvert tous les jours.
Elle est équipée d'un automate pour l'achat de titres de transport. Un service, des aménagements et équipements sont à la disposition des personnes à la mobilité réduite.
Un passage souterrain doté d'escaliers et une passerelle accessible au moyen d'ascenseurs permet la traversée des voies et l'accès aux quais.

### Desserte
Ans est desservie par des trains de la SNCB de type InterCity (IC), Suburbains (S44) et Heure de pointe (P) (voir brochure SNCB de la ligne 36).

#### Semaine
Ans possède trois dessertes régulières cadencées à l’heure : des trains IC entre Courtrai et Welkenraedt, des trains IC entre Knokke et Liège-Guillemins via Brussels-Airport et des trains S44 entre Landen et Visé.
Il existe aussi quelques trains supplémentaires en heure de pointe :
- un unique train IC de Liège-Guillemins à Ostende (le matin) ;
- deux trains P entre Liège-Guillemins et Bruxelles-Midi (le matin, retour l’après-midi) ;
- deux trains P rapides de Liège-Guillemins à Bruxelles-Midi via la LGV 2 (le matin) ;
- deux trains P ou S44 supplémentaires de Landen à Liège-Guillemins (le matin) ;
- un unique train S44 d'Ans à Landen (le matin) ;
- un unique train S44 de Waremme à Liège-Guillemins à Landen (vers midi, uniquement le mercredi) ;
- un unique train S44 de Waremme à Liège-Guillemins (l’après-midi) ;
- deux trains P rapides de Bruxelles-Midi à Visé via la LGV 2 (l’après-midi) ;
- un unique train IC dans chaque sens entre Eupen et Ostende (en fin de soirée) ;
- un unique train IC d'Ostende à Welkenraedt (en fin de soirée).

#### Weekends et jours fériés
En dehors de quelques trains IC, le soir et le matin, il n’y a pas de trains à longue distance s’arrêtant à Ans. La desserte comprend un seul service régulier : des trains S44 à arrêts fréquents reliant Landen à Liège-Guillemins.
S'y ajoutent quatre trains IC : un unique train IC de Liège-Guillemins à Ostende (le matin) ; une paire d'IC entre Eupen et Ostende (en fin de soirée) et un IC d’Ostende à Welkenraedt (en fin de soirée).

### Intermodalité
Un parc (gratuit) pour les vélos et un parking payant depuis le 1er février 2020 pour les véhicules y sont aménagés.
Une station de taxi et un arrêt de bus sont situés à proximité.

## Comptage voyageurs
Ce graphique et tableau montre le nombre de voyageurs embarquant en moyenne durant la semaine, le samedi et le dimanche.
| Nombre de passagers qui embarquent à la gare d'Ans | Nombre de passagers qui embarquent à la gare d'Ans | Nombre de passagers qui embarquent à la gare d'Ans | Nombre de passagers qui embarquent à la gare d'Ans |
|                                                    | Semaine                                            | Samedi                                             | Dimanche                                           |
| -------------------------------------------------- | -------------------------------------------------- | -------------------------------------------------- | -------------------------------------------------- |
| 1977                                               | 1 278                                              | 212                                                | 274                                                |
| 1978                                               | 1 342                                              | 244                                                | 207                                                |
| 1979                                               | 1 401                                              | 298                                                | 290                                                |
| 1980                                               | 1 389                                              | 220                                                | 234                                                |
| 1981                                               | 1 336                                              | 234                                                | 264                                                |
| 1982                                               | 1 504                                              | 229                                                | 259                                                |
| 1983                                               | 1 476                                              | 245                                                | 249                                                |
| 1984                                               | 1 203                                              | 254                                                | 168                                                |
| 1985                                               | 1 254                                              | 242                                                | 224                                                |
| 1986                                               | 1 081                                              | 217                                                | 231                                                |
| 1987                                               | 1 144                                              | 261                                                | 195                                                |
| 1988                                               | 1 038                                              | 279                                                | 239                                                |
| 1989                                               | 1 310                                              | 236                                                | 202                                                |
| 1990                                               | 1 126                                              | 272                                                | 209                                                |
| 1991                                               | 1 373                                              | 246                                                | 251                                                |
| 1992                                               | 1 227                                              | 289                                                | 226                                                |
| 1993                                               | 1 175                                              | 235                                                | 245                                                |
| 1994                                               | 1 170                                              | 262                                                | 203                                                |
| 1995                                               | 1 084                                              | 222                                                | 194                                                |
| 1996                                               | 1 151                                              | 208                                                | 249                                                |
| 1997                                               | 1 163                                              | 241                                                | 176                                                |
| 1998                                               | 1 299                                              | 250                                                | 192                                                |
| 1999                                               | 1 124                                              | 166                                                | 115                                                |
| 2000                                               | 1 467                                              | 354                                                | 252                                                |
| 2001                                               | 1 165                                              | 122                                                | 130                                                |
| 2002                                               | 964                                                | 114                                                | 105                                                |
| 2003                                               | 964                                                | 165                                                | 144                                                |
| 2004                                               | 1 112                                              | 188                                                | 122                                                |
| 2005                                               | 1 310                                              | 230                                                | 130                                                |
| 2006                                               | 1 220                                              | 196                                                | 196                                                |
| 2007                                               | 1 182                                              | 160                                                | 176                                                |
| 2008                                               | -                                                  | -                                                  | -                                                  |
| 2009                                               | 1 070                                              | 275                                                | 172                                                |
| 2010                                               | -                                                  | -                                                  | -                                                  |
| 2011                                               | -                                                  | -                                                  | -                                                  |
| 2012                                               | 977                                                | 237                                                | 205                                                |
| 2013                                               | 1 000                                              | 188                                                | 176                                                |
| 2014                                               | 1 055                                              | 244                                                | 186                                                |
| 2015                                               | 1 094                                              | 141                                                | 125                                                |
| 2016                                               | 976                                                | 150                                                | 148                                                |
| 2017                                               | 1 278                                              | 566                                                | 429                                                |
| 2018                                               | 1 156                                              | 147                                                | 130                                                |
| 2019                                               | 1 040                                              | 118                                                | 88                                                 |
| 2020                                               | 605                                                | 113                                                | 87                                                 |
| 2021                                               | -                                                  | -                                                  | -                                                  |
| 2022                                               | 1 166                                              | 161                                                | 150                                                |
| 2023                                               | 1 639                                              | 169                                                | 130                                                |
| 2024                                               | 1 396                                              | 178                                                | 156                                                |

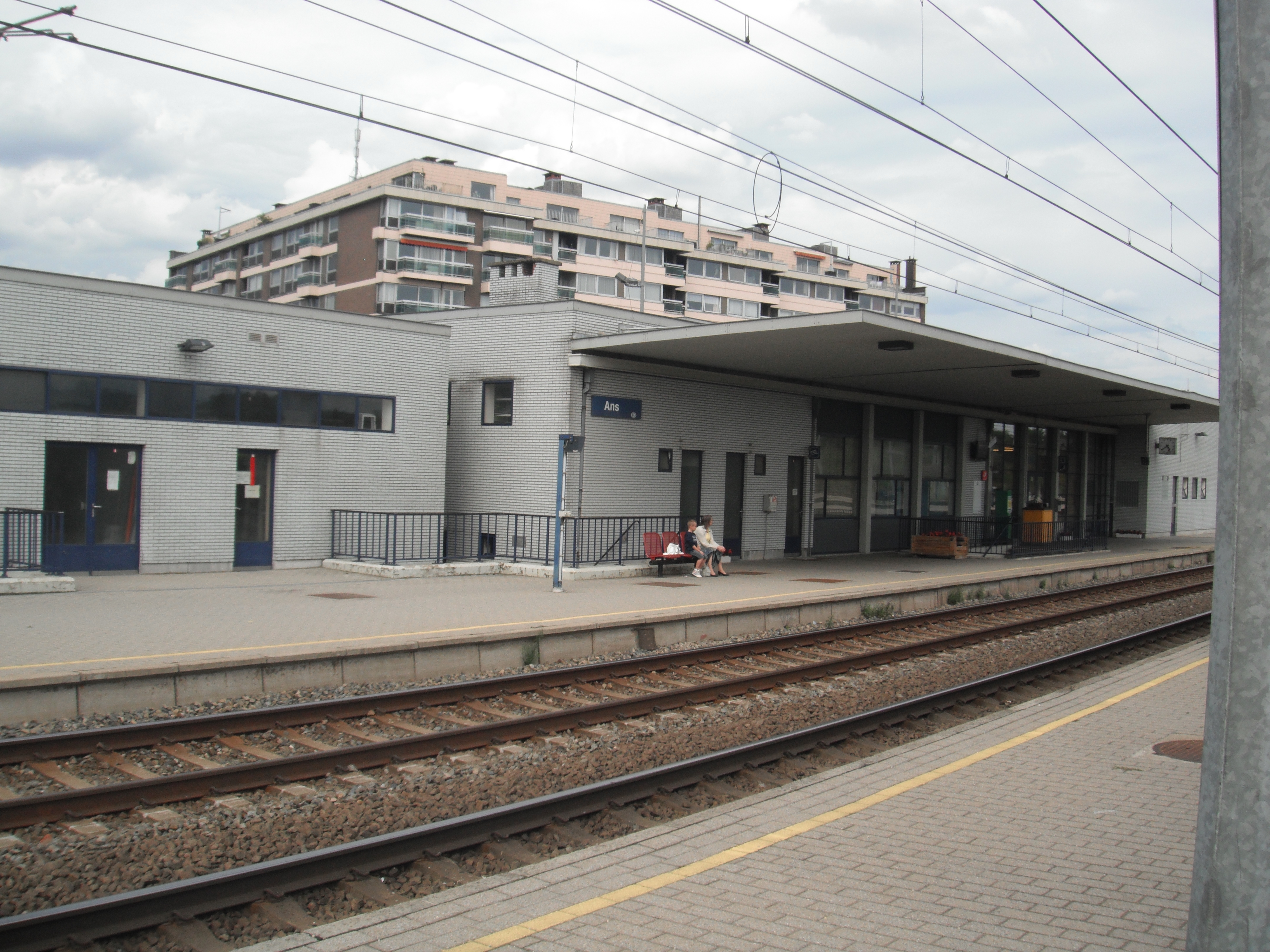
Bâtiment de la gare (2011).
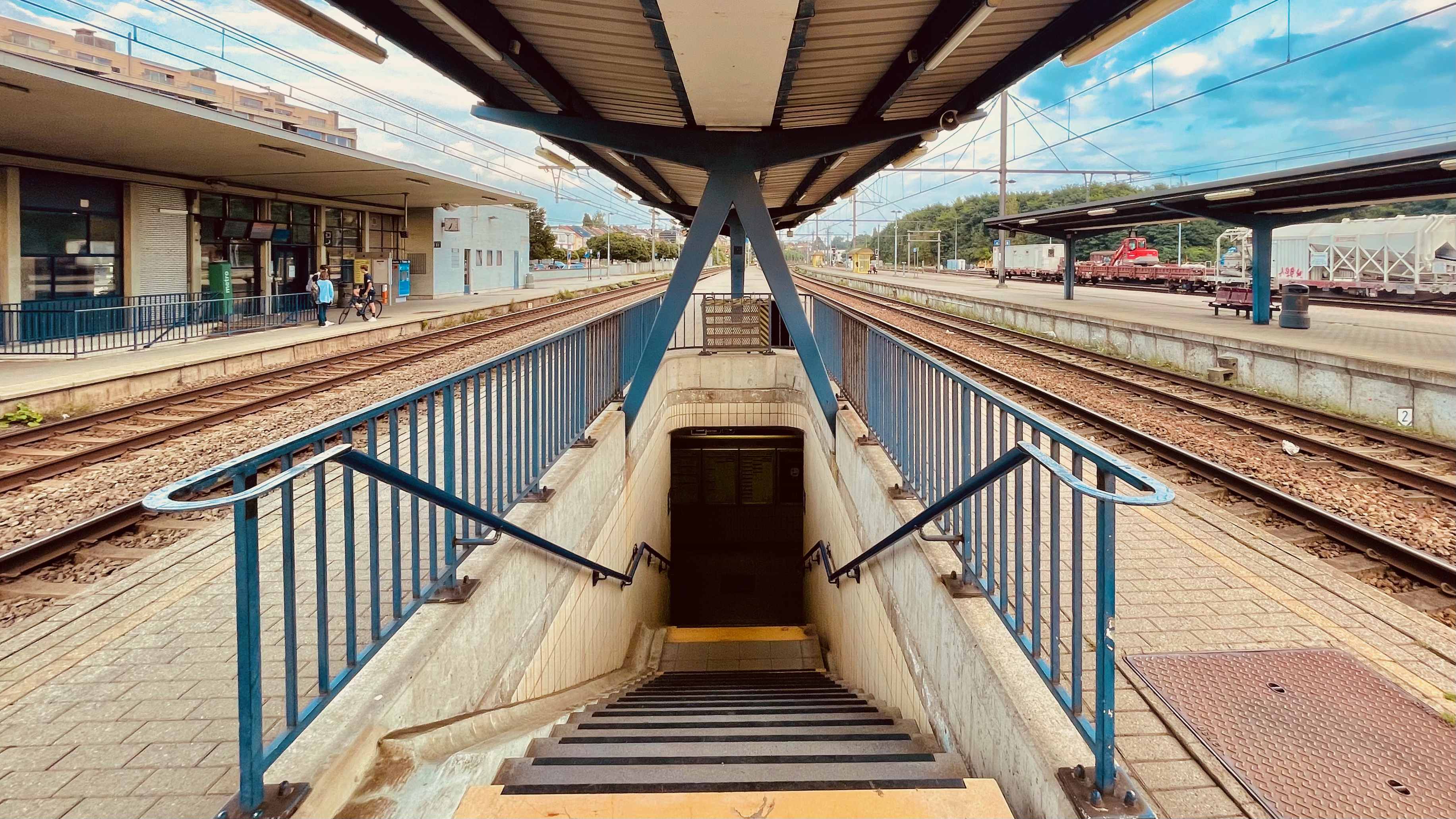
Couloir sous-voies.
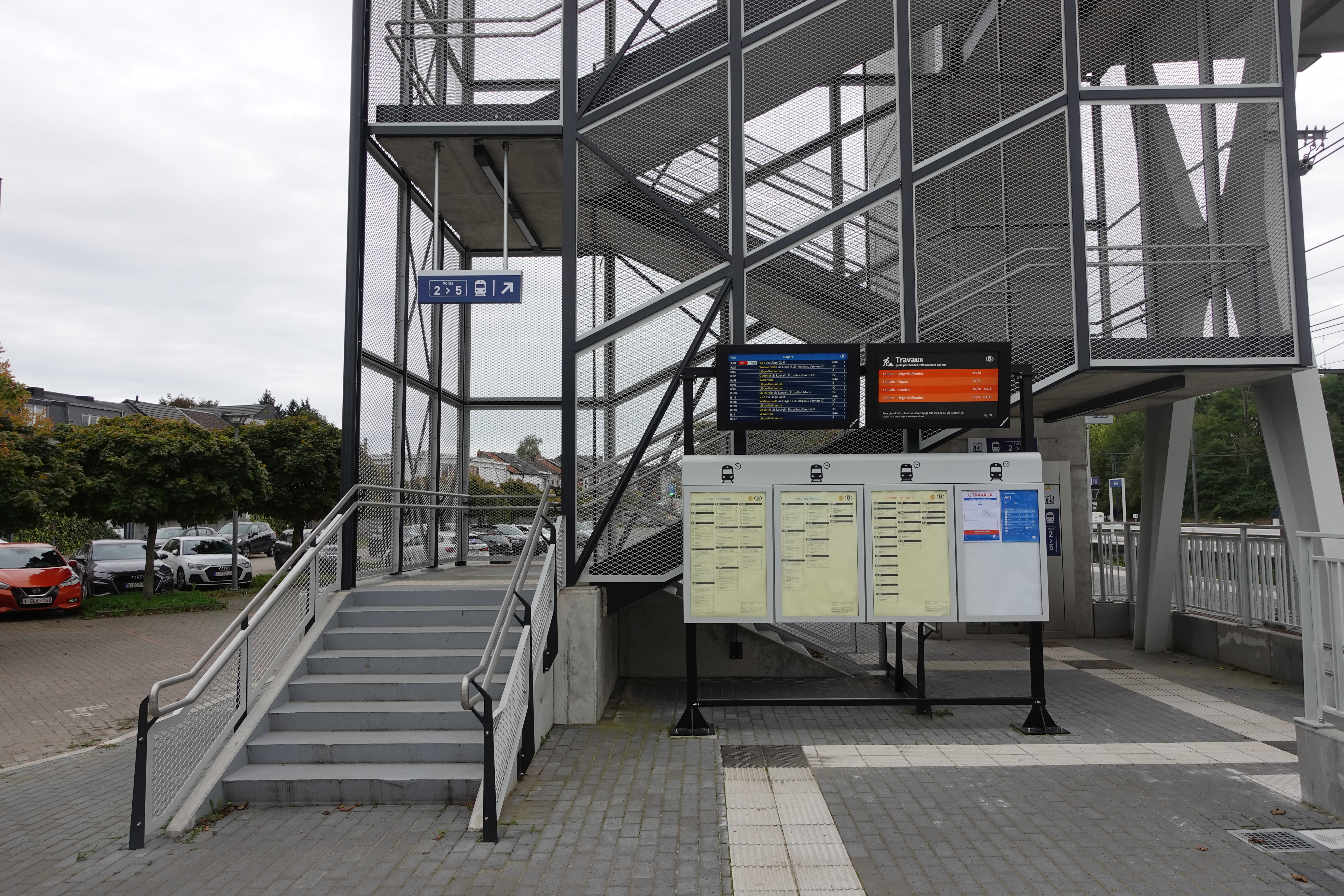
Accès à la passerelle.
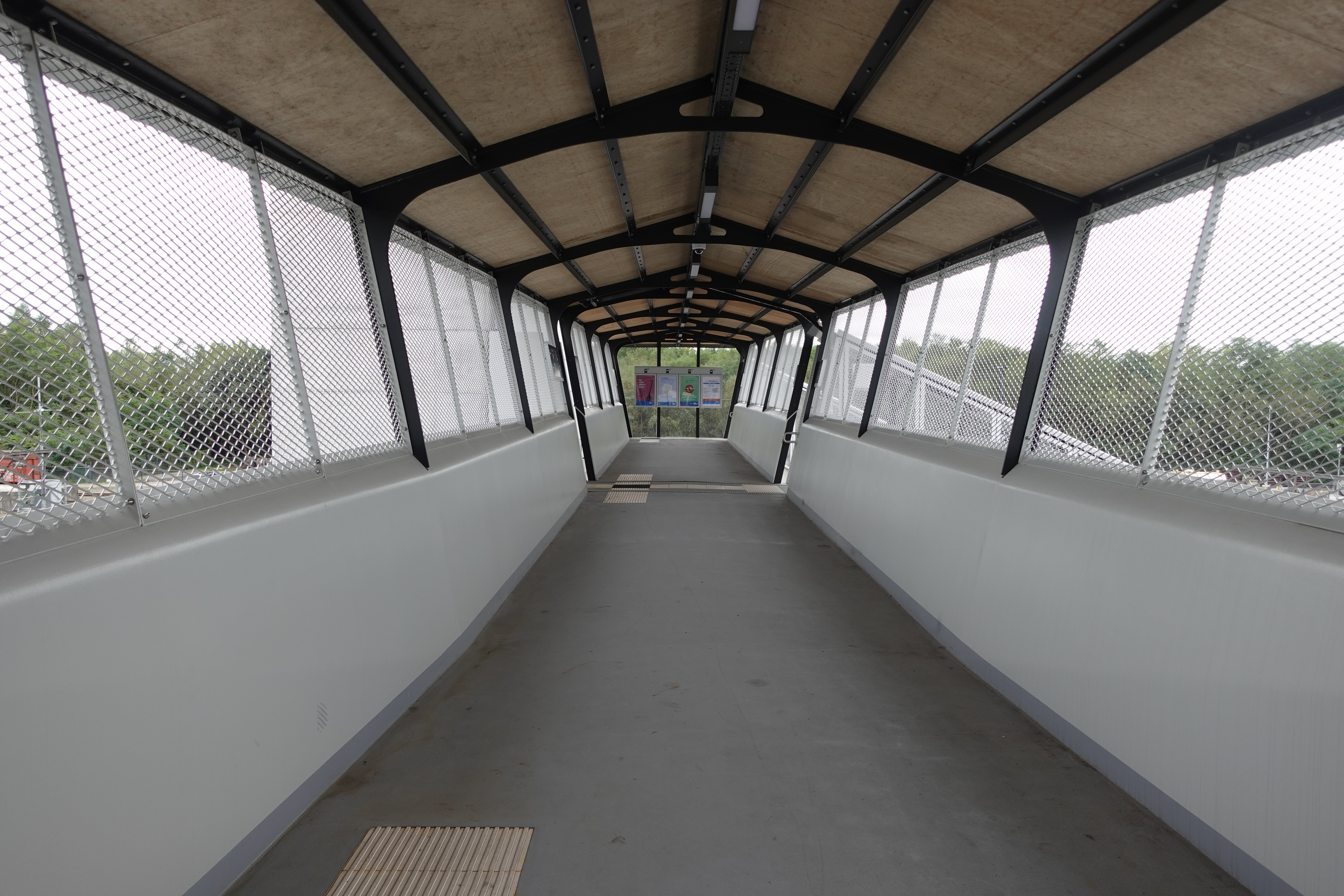
Passerelle.
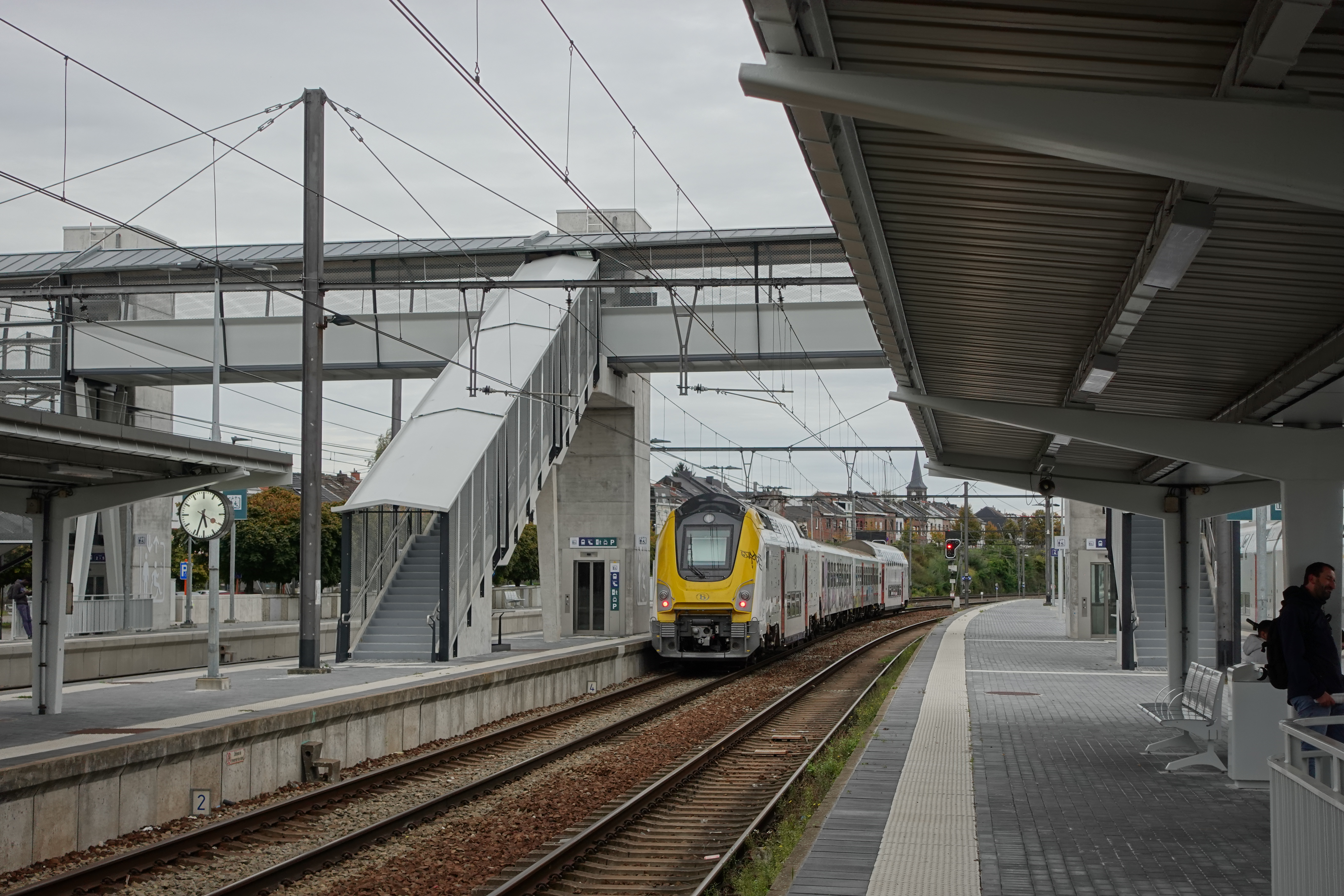
Départ d'un train.